# Germaine Tillion
Germaine Tillion (Allègre, 30 maggio 1907 – Saint-Mandé, 19 aprile 2008) è stata un'etnologa francese. Internata nel campo di concentramento nazista di Ravensbrück, dopo la liberazione ha rivestito ruoli molto delicati durante la Guerra d'Algeria e nel dibattito sulla condizione femminile.

## Biografia
Germaine Tillion, diplomata presso l'École pratique des hautes études, l'École du Louvre e l'INALCO, si è formata tra l'altro sotto il magistero di Marcel Mauss e di Louis Massignon.
Tra il 1934 e il 1940 realizza quattro soggiorni in Algeria per studiare il gruppo berbero degli Chaoui. Tornata in Francia al momento dell'armistizio del 1940, diviene capo del gruppo di Resistenza del Musée de l'homme, con il grado di comandante dal 1941 al 1942. Denunciata dall'abbé Robert Alesch, collaborazionista, Germaine Tillion viene arrestata il 13 agosto 1942 e, il 21 ottobre 1943, deportata a Ravensbrück, ove perderà la madre, la scrittrice Émilie, grande resistente, deportata nel 1944 e uccisa col gas nel marzo del 1945. Durante il suo internamento, redige su un quaderno scrupolosamente nascosto un'operetta intitolata Le Verfügbar aux Enfers, in cui alterna a testi narranti con umorismo le dure condizioni di detenzione e arie popolari del repertorio lirico o popolare.
Dopo la guerra si consacra a lavori sulla storia della Seconda guerra mondiale (un'inchiesta sui crimini di massa commessi dai tedeschi, sui campi di concentramento sovietici tra il 1945 ed il 1954) poi sull'Algeria. Direttrice di studi all'École pratique des hautes études, compie venti missioni scientifiche in Africa del Nord e in Medio Oriente.
Torna in Algeria nel 1954, sollecitata da Louis Massignon, per una missione d'osservazione e partecipa alla creazione di un importante progetto di centri sociali per la formazione popolare. I numerosi lavori di ricerca da lei condotti a quest'epoca riguardano le società mediterranee e la condizione femminile.
Ad Algeri, il 4 luglio 1957, incontra in modo clandestino Yacef Saadi, uno dei principali capi del FLN (il Fronte di liberazione nazionale algerino) durante la battaglia di Algeri nel 1957. L'obiettivo dell'incontro, richiesto dal Saadi, era di tentare di mettere fine alla spirale delle esecuzioni capitali e degli attentati.
Dopo la guerra d'Algeria si dedica a diverse lotte politiche, tra l'altro contro l'impoverimento del popolo algerino, contro la tortura in Algeria e soprattutto per l'emancipazione delle donne del Mediterraneo.
Il suo seminario di «etnologia del Maghreb» tenuto all'École pratique des hautes études è rimasto leggendario.
Nel 1999 le è conferita la Grand-croix della Legion d'onore. Nel 2004 lancia con altri intellettuali francesi un appello contro la tortura in Iraq.
È morta il 19 aprile 2008 nella sua casa a Saint-Mandé un mese e mezzo prima di compiere 101 anni.
Dal maggio 2015 i suoi resti sono stati trasferiti nel Pantheon di Parigi, tra i grandi di Francia, che hanno arricchito l'umanità con i loro studi scientifici o letterari.

## Pubblicazioni
- L'Algérie aurésienne in collaborazione con Nancy Woods (2001)
- Il était une fois l'ethnographie (biografia) (2000)
- Les ennemis complémentaires (1958)
- Ravensbrück (1988)
- Le Harem et les cousins (1966)
- L'Algérie en 1957 (1956)
- L'Afrique bascule vers l'avenir (1959)

### Traduzioni italiane
- Alla ricerca del vero e del giusto, con una introduzione di T. Todorov, Milano, Medusa, 2007
- L'harem e la famiglia, con una introduzione di M. Calvo Pérez e A. Celli, Milano, Medusa, 2007
- Ravensbrück, (traduzione di F. Minutiello) con una introduzione di T. Todorov, Milano, Fazi, 2012